# Arzier-Le Muids
Arzier-Le Muids je obec na jihozápadě Švýcarska v okrese Nyon v kantonu Vaud. Do 30. dubna 2014 se obec oficiálně jmenovala Arzier. Žije zde přibližně 2 700 obyvatel.

## Geografie

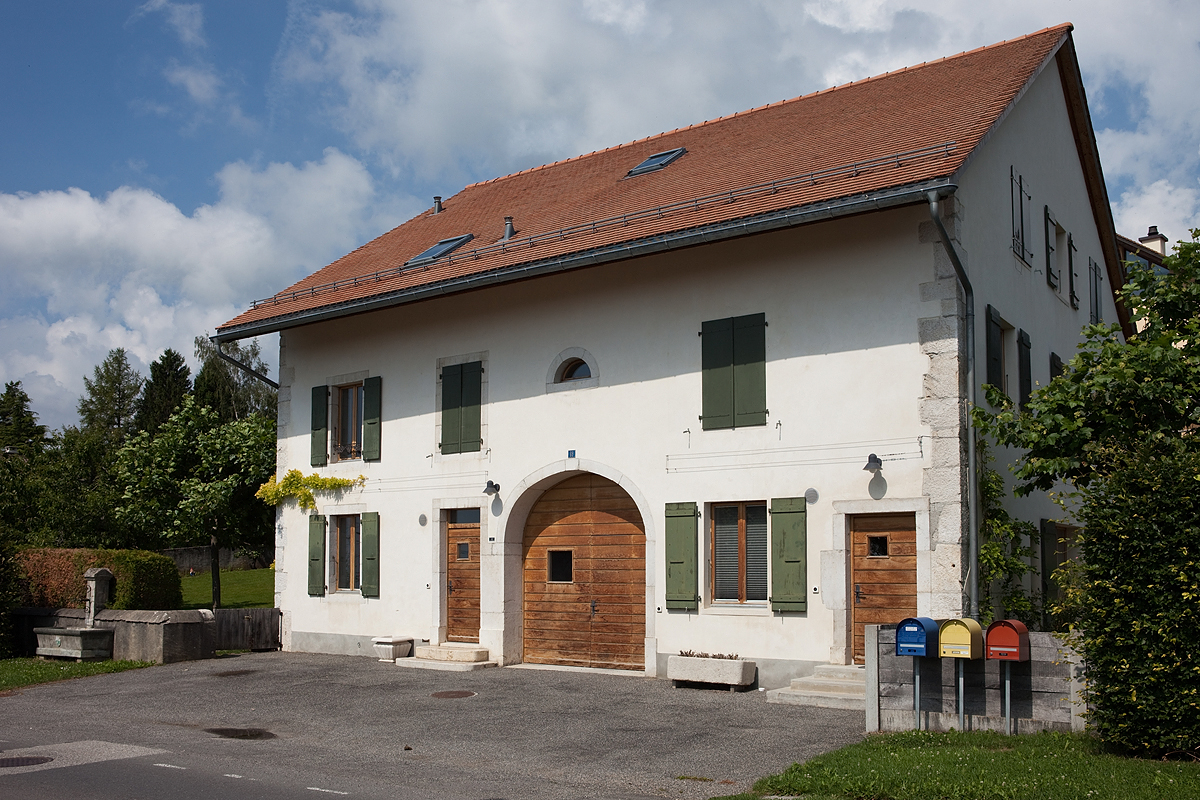
Tradiční architektura v obci

Arzier leží v nadmořské výšce 870 m, vzdušnou čarou 9 km severně od okresního města Nyon. Obec se rozkládá na jižním svahu Jury pod Molardem, mezi údolími Ruisseau d’Oujon na západě a Ruisseau de la Combe na východě, v panoramatické poloze asi 500 metrů nad hladinou Ženevského jezera.
Území obce o rozloze 51,9 km² pokrývá část pohoří Vaudský Jura. V jihovýchodní části zahrnuje obec jižní jurský svah nad Bois de Chênes, ohraničený na východě hluboce zaříznutým údolím Ruisseau de la Combe; na západě od Ruisseau d’Oujon se nachází lesní svah Côtes de Genolier. Na severozápadě se oblast rozprostírá nad výšinami Molard (1044 m n. m.) a Bois d’Oujon až k širokému hřebeni předního masivu Jury. Ten je v oblasti Arzier rozdělen na několik vápencových hřbetů probíhajících od jihozápadu k severovýchodu podle směru úderu Jury a mezi nimi částečně bažinaté sníženiny bez povrchového odvodnění, včetně Marais Rouge a Petite Enne. Nejvyšší nadmořské výšky se nacházejí v západní části hřebene s vrcholy Noirmont (1567 m n. m.; nejvyšší bod Arzier), Mont Pelé (1536 m n. m.), Mont Sâla (1511 m n. m.) a Vue de Genève (1492 m n. m.). Na severním svahu Noirmontu se nachází Creux du Croue, charakteristická kotlina, která je od roku 1987 přírodní rezervací. Na severozápadě se území obce rozkládá na pravém okraji horního údolí řeky Orbe. Na hřebeni Jury se nacházejí typické krasové jevy, jako jsou závrty, krasová pole a jeskyně. Málo navštěvovanou oblast, která leží v chráněné zóně parku Parc jurassien vaudois, pokrývají rozsáhlé lesy, které střídají jurské vysokohorské pastviny s typickými mohutnými smrky, které zde stojí buď jednotlivě, nebo ve skupinách. V roce 1997 tvořila 3 % rozlohy obce sídla, 71 % lesy a lesní pozemky, 25 % zemědělství a necelé 1 % neproduktivní půda.
K obci Arzier-Le Muids patří osady Le Muids (696 m n. m.) na náhorní plošině pod obcí, Montant (590 m n. m.) na úpatí Jury a také četné jednotlivé farmy roztroušené po výšinách Jury. Sousedními obcemi Arzier jsou Saint-Cergue, Givrins, Genolier, Vich, Bassins a Le Chenit v kantonu Vaud a Bois-d’Amont a Les Rousses v sousední Francii.

## Historie

Letecký pohled (1964)

První zmínka o obci pochází z roku 1306 a nese název Argie. Ve 14. století se objevují také názvy Argier, Arsie a Arsier. Název místa pravděpodobně pochází z osobního jména Aredius nebo Aregius, které bylo běžné v merovejském období.
Za svůj rozvoj vděčí obec kartuziánskému klášteru Oujon, založenému v roce 1146 na hřebeni Jury nad Arzierem. Aby mniši zrekultivovali pustinu, poskytli osadníkům od roku 1304 rozsáhlé osvobození od daní. V roce 1250 je v majetku kláštera uváděna také vesnice Le Muids jako Au Muis. Po dobytí Vaudu Bernem v roce 1536 přešel Arzier pod správu panství Nyon. Klášterní statky byly zkonfiskovány a budovy časem zchátraly. Protože obec stále více chudla a nebyla již schopna platit Bernu daně, převedl Bern v roce 1664 panství na obec a zřekl se dalších příjmů. To znamenalo, že Arzier musel odvádět daně pouze panství Nyon, které díky lesnímu hospodářství položilo základy své relativní prosperity od 18. století. Po pádu Staré konfederace patřila obec v letech 1798–1803 v období helvétského soustátí ke kantonu Léman, který byl poté, když vstoupila v platnost Ústava o zprostředkování, sloučen s kantonem Vaud.

## Obyvatelstvo
| Rok            | 1764 | 1850 | 1900 | 1910 | 1930 | 1950 | 1960 | 1970 | 1980 | 1990 | 2000 |
| Počet obyvatel | 317  | 443  | 479  | 434  | 378  | 343  | 342  | 459  | 857  | 1446 | 1811 |

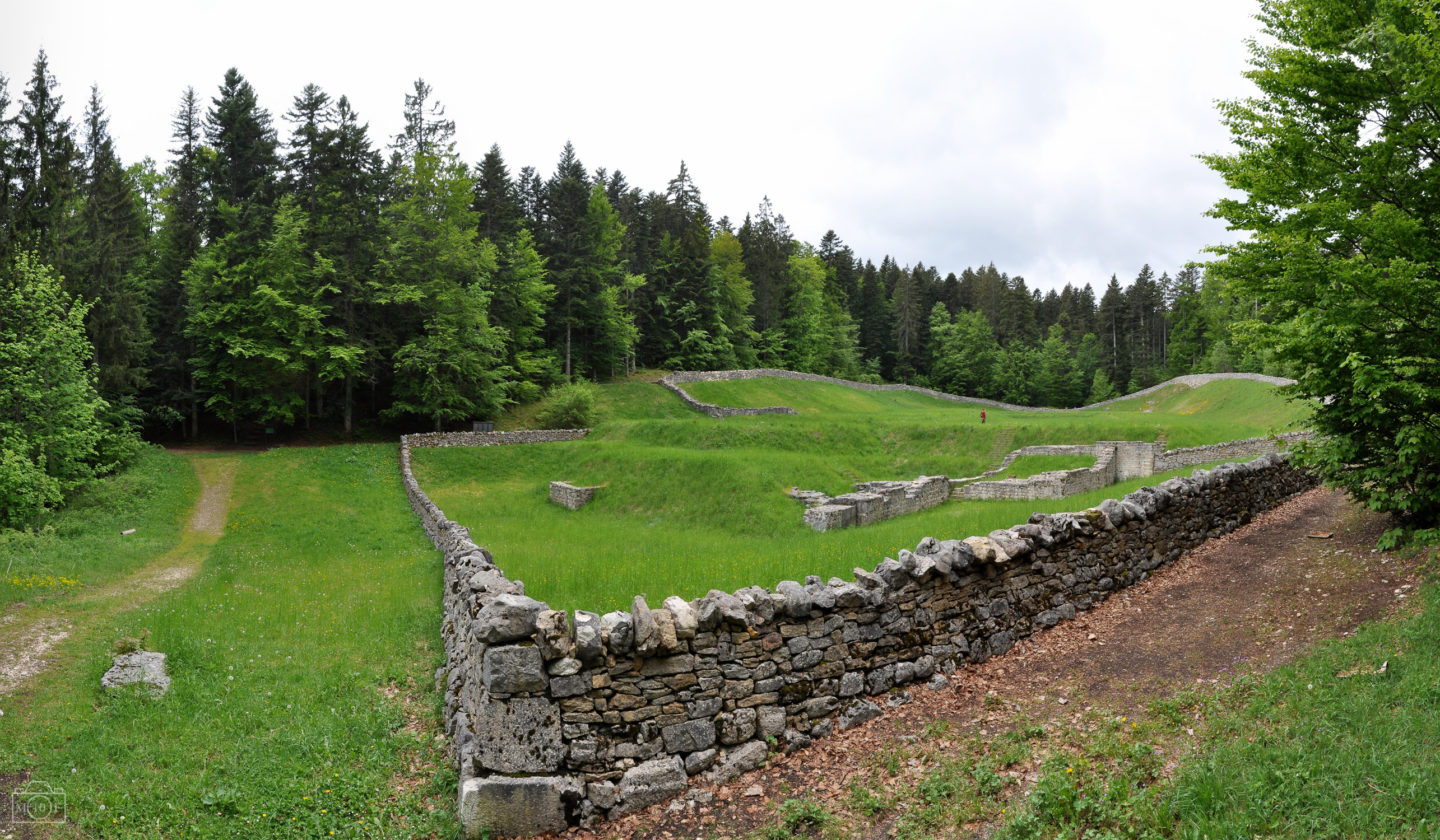
Ruiny kláštera Oujon

Z celkového počtu obyvatel je 78,5 % francouzsky mluvících, 8,0 % německy mluvících a 6,9 % anglicky mluvících (stav v roce 2000). V roce 1850 žilo v Arzier-Le Muids celkem 443 obyvatel a v roce 1960 342 obyvatel. Teprve po roce 1970 (459 obyvatel) nastal masivní nárůst počtu obyvatel; v roce 1980 měl Arzier-Le Muids 857 obyvatel a v roce 1990 1446 obyvatel.

## Hospodářství
Až do poloviny 20. století byl Arzier-Le Muids vesnicí, která se vyznačovala především zemědělstvím. V nižších částech obce se obdělávala orná půda, zatímco na jurských výšinách převládal chov dobytka, zejména dojnic. Díky hojnosti lesů má velký význam také lesnictví, které se v dřívějších letech podílelo na relativní prosperitě obce. Pracovní místa jsou také v obchodě a ve službách. V Arzier-Le Muids se nachází výzkumné centrum pro kardiovaskulární choroby. Velké komunitní a školní centrum vybudované pod vedením Vincenta Mangeata bylo otevřeno v roce 1988. Přibližně od roku 1970 se díky své poloze a dobrému dopravnímu spojení rychle rozvíjí v rezidenční obec. Celý svah kolem bývalého centra obce byl zastavěn. Počet obyvatel se od té doby více než zčtyřnásobil. Převážná většina pracovní síly (více než 75 %) pracuje mimo obec, především v Nyonu a Ženevě.

## Doprava

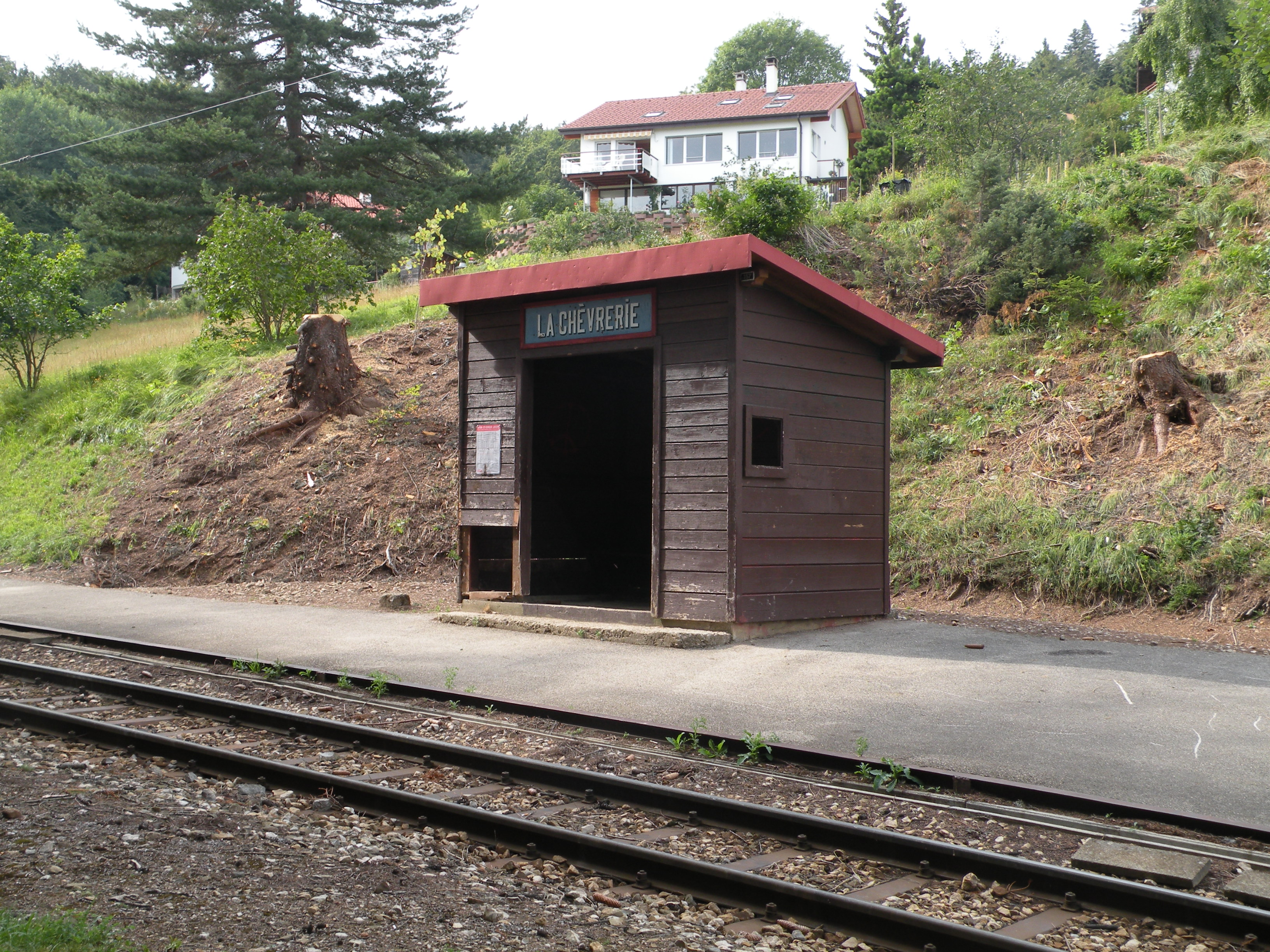
Železniční zastávka La Chèvrerie

Přestože se obec nachází mimo hlavní dopravní tepny, má dobré dopravní spojení. Nachází se na hlavní silnici z Glandu do Saint-Cergue; dálniční křižovatka Gland na dálnici A1 (Ženeva–Lausanne) je od obce vzdálena asi 10 km. Železniční trať Nyon – Saint-Cergue se stanicemi Arzier a Le Muids byla otevřena 12. července 1916.